# Chuxiong (Stadt)
Die Stadt Chuxiong (楚雄市,  Chǔxióng Shì) ist eine kreisfreie Stadt, die zum Verwaltungsgebiet des Autonomen Bezirks Chuxiong der Yi im mittleren Norden der chinesischen Provinz Yunnan gehört. Sie hat eine Fläche von 4.434 km² und zählt 631.530 Einwohner (Stand: Zensus 2020). Ihr Hauptort ist die Großgemeinde Lucheng (鹿城镇).

## Administrative Gliederung
Auf Gemeindeebene setzt sich die kreisfreie Stadt aus elf Großgemeinden und vier Gemeinden zusammen. Diese sind:
- Großgemeinde  Lucheng 鹿城镇
- Großgemeinde Donggua 东瓜镇
- Großgemeinde Lühe 吕合镇
- Großgemeinde Zixi 紫溪镇
- Großgemeinde Donghua 东华镇
- Großgemeinde Ziwu 子午镇
- Großgemeinde Cangling 苍岭镇
- Großgemeinde Sanjie 三街镇
- Großgemeinde Bajiao 八角镇
- Großgemeinde Zhongshan 中山镇
- Großgemeinde Xincun 新村镇

- Gemeinde Shuju 树苴乡
- Gemeinde Daguokou 大过口乡
- Gemeinde Dadiji 大地基乡
- Gemeinde Xishelu 西舍路乡

## Persönlichkeiten
- Miya Muqi (* 1987), Schauspielerin, Model und Yogalehrerin